# Tismana
Tismana is een stad (oraș) in het Roemeense district Gorj. De stad telt 7578 inwoners (2002).